# Cao Zhongrong
Cao Zhongrong (chinesisch 曹忠荣; * 3. November 1981 in Shanghai) ist ein chinesischer Pentathlet.

## Karriere
Cao Zhongrong nahm erstmals 2008 an Olympischen Spielen teil, er belegte am Ende den 30. Platz. 2012 platzierte er sich hinter David Svoboda auf dem zweiten Rang und gewann damit die Silbermedaille. Bei den Olympischen Spielen 2016 in Rio de Janeiro schloss er den Einzelwettbewerb auf dem 16. Platz ab.
Bei Weltmeisterschaften gewann Cao mit der Staffel zunächst 2006 Bronze und ein Jahr darauf Silber. 2012 folgte eine weitere Bronzemedaille, diesmal im Mixed mit Zhang Ye. Erfolge feierte er auch bei den Asienspielen 2010 mit dem Sieg in der Einzelkonkurrenz sowie der Silbermedaille im Mannschaftswettbewerb.